# Krieg im Sertão

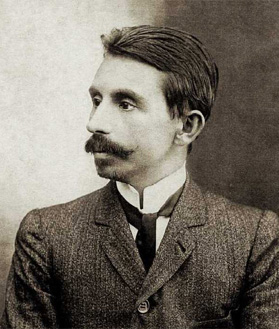
Euclides da Cunha, etwa im Jahr 1900

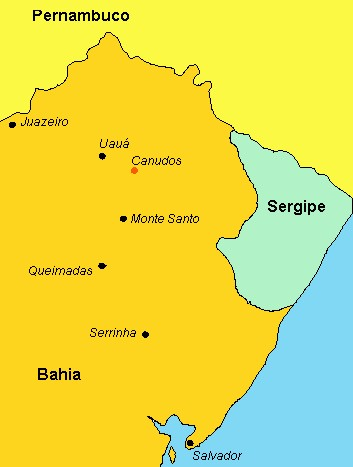
Situationskarte von Canudos

Krieg im Sertão (brasilianisches Original Os Sertões, erstmals 1902 erschienen) ist der deutsche Titel der Darstellung von Euclides da Cunha über die Vernichtung einer Bauernbewegung um den Laienprediger Antonio Vicente Mendes Maciel in Canudos, einer Stadt im nordost-brasilianischen Hinterland Sertão, in den Jahren 1896 bis 1897. Hinter diesem vordergründig geschilderten Vernichtungskrieg stellt Cunha mittels zahlreicher wissenschaftlicher und historischer Bezüge dar, wie die Natur eine lokale Bevölkerung prägte, welche Rasse der damals noch jungen brasilianischen Nation zugrunde gelegt werden sollte und wie sich die Zivilisation der Küstenstädte zur Barbarei des Sertão verhielt. Der Autor sah sein Prosawerk als Beitrag zur Frage nach der brasilianischen Identität. Darüber, ob das Werk als literarisches oder als historisches Werk zu lesen ist, ist sich die Fachliteratur bis heute uneinig. Die Übersetzung ins Deutsche erfolgte erst gut neunzig Jahre nach der Erstveröffentlichung des brasilianischen Originals.

## Inhalt

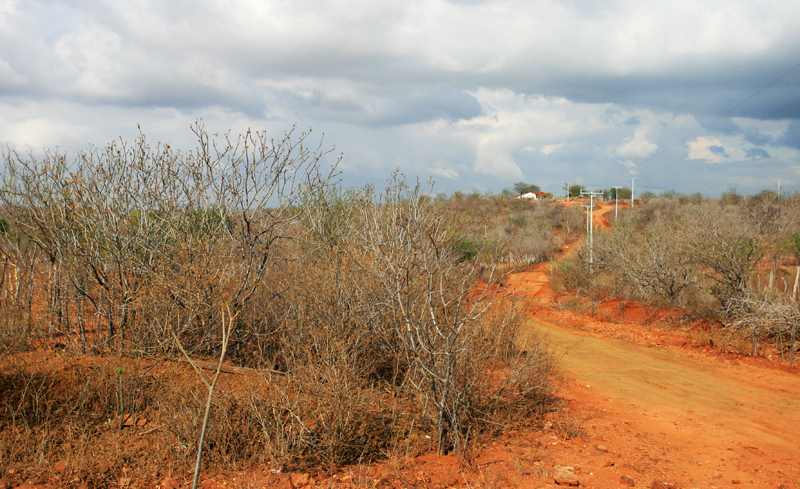
Typische Caatinga-Dornsavanne in Brasilien

Das Werk ist in drei Hauptteile gegliedert. Diese sind überschrieben mit Das Land, Der Mensch und Der Kampf. Diese Dreiteilung orientiert sich am deterministisch formulierten Modell von Hippolyte Taine. Demnach wird jedes soziale und geistige Phänomen geprägt von „Rasse, Milieu und Moment“.

### Das Land
Im ersten Teil skizziert Cunha in Anlehnung an Arbeiten von Emmanuel Liais und Charles Frederic Hartt das geologische Relief, die Bodenbeschaffenheit, das semi-aride Klima, die Vegetation der caatinga und das Problem der Dürren im brasilianischen Nordosten. Er referiert Hegels Konzept, wonach es drei globale Kategorien für grundlegende Daseinsbedingungen gebe: erstens die Steppen, zweitens die fruchtbaren, reichlich bewässerten Täler und drittens die Küstenstriche und Inseln. Diese Bedingungen würden den Menschen in Kombination mit anderen Bedingungen prägen und zu ethnischen Differenzierungen führen. Der Sertão gehöre im Sommer scheinbar der ersten Kategorie an und im Winter der zweiten. Zudem schaffe die Natur keine Wüsten, sie bekämpfe sie. Die Ödgebiete im Sertão und anderswo seien das Ergebnis der jahrhundertelangen Tradition der Rodung, im Sertão insbesondere der Brandrodung, die Cunha ein unheilvolles Vermächtnis der Eingeborenen nennt. Die herrschenden Lebensbedingungen des Sertão bezeichnet Cunha als das uralte Martyrium des Landes.

### Der Mensch

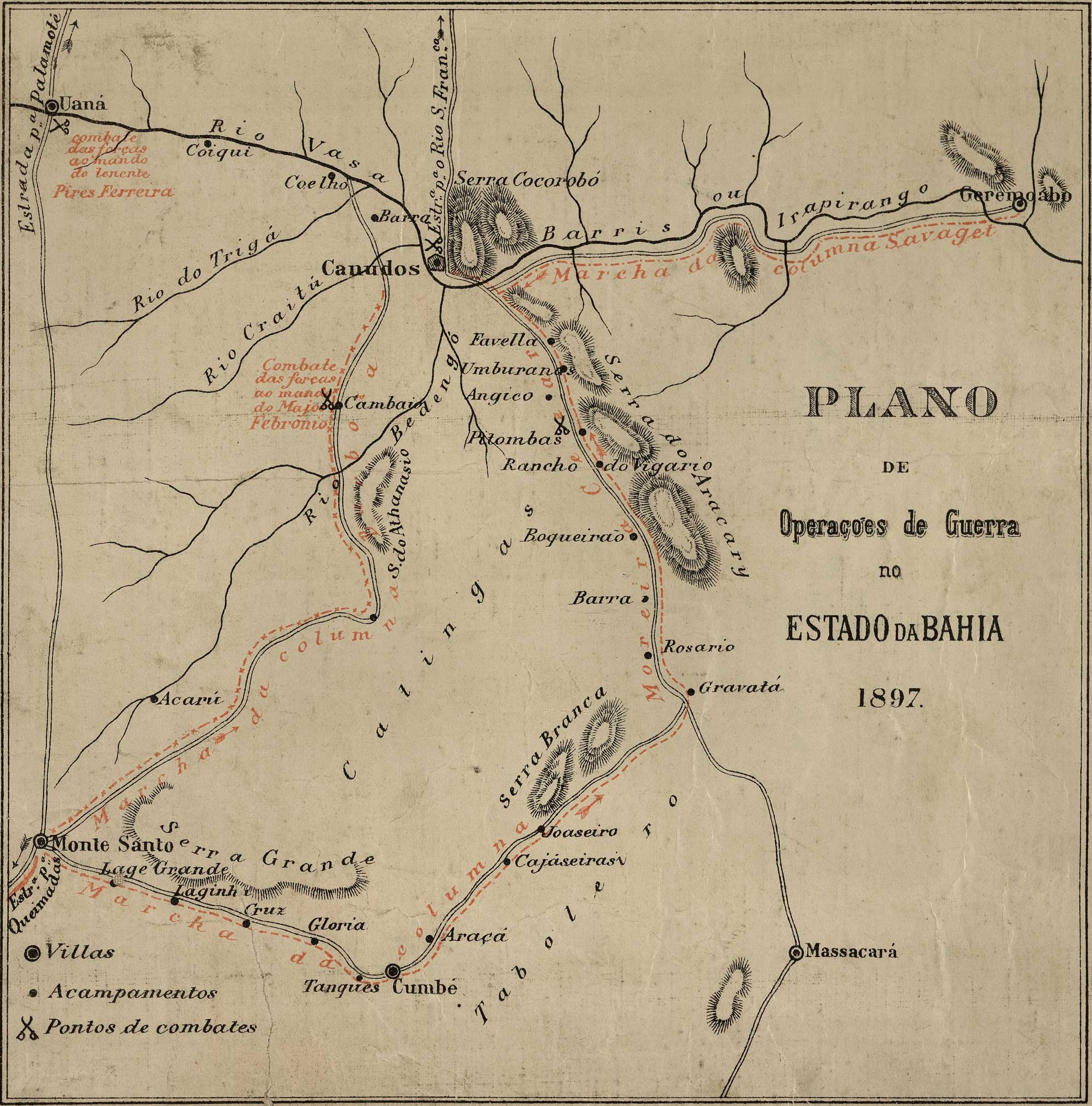
Karte der Kriegsoperationen gegen Canudos von 1897; rot die Anmarschrouten der 3. und 4. Expedition: Marsch der Heeressäule Barbosa (links, 3. Expedition); der Heeressäule Moreira César (Mitte, 4. Expedition); der Heeressäule Savaget (rechts, 4. Expedition)

Im zweiten Teil seines Werks vertritt Cuna wie viele seiner Zeitgenossen klar rassistische Positionen. In Anlehnung an das Konzept des Rassenkampfes des polnisch-österreichischen Soziologen Ludwig Gumplowitz übernimmt er dessen sozialdarwinistisch begründete Rassentheorie, wonach sich stärkere soziale Gruppen auf Kosten schwächerer Gruppen durchsetzen würden. Allerdings sei es ein Irrtum zu glauben, dass sich in Brasilien eine homogene brasilianische Mischrasse entwickle. Denn die Entwicklungsstufen der einzelnen Elemente seien unterschiedlich wie auch ihre Ausbreitung in Brasilien durch natürliche Besiedlung oder gewaltsame Eroberung. Auch die physischen Lebensbedingungen Brasiliens, das sich über drei Klimazonen erstreckt, sorge dafür, dass sich unterschiedliche Menschenschläge herausbilden würden. Es werde keine rassische Einheit in Brasilien geben. Es bleibe nur die Zivilisation, die zur Bildung einer Nation führe.  Die sehr unterschiedlichen Lebensbedingungen in den geografischen und klimatischen Zonen führen, wie Cunha weiter ausführt, zu einer sehr ungleichmäßigen Rassenverteilung. Diese lasse sich grob unterteilen in die Bevölkerungsentwicklung im Norden und im Süden, woher die bandeirantes in das brasilianische Hinterland eindrangen. Für den Kontakt zwischen den nördlichen und den südlichen Bevölkerungsgruppen spiele der Fluss São Francisco eine zentrale Rolle, weil er im Süden entspringt und im Nordosten in den Atlantik mündet und größtenteils schiffbar war. Im äußersten Norden des Sertão, zwischen dem Lauf des Vaza-Barrís und dem des Parnaiba habe sich aufgrund der Isolation und des physischen Milieus eine Mischrasche zu einer ausgebildeten ethnischen Subkategorie entwickelt: zum Sertanejo des Nordens. «Der Sertanejo ist, vor allem anderen, der Starke. Er zeigt keineswegs die rachitische Auszehrung der neurasthenischen Mischlinge des Küstenstrichs.» Seine Erscheinung wirke aber, besonders im Vergleich mit der ritterlichen Erscheinung des gaúcho des Südens, auf den ersten Blick ungelenkt, krumm, phlegmatisch, ärmlich. Wenn es aber darauf ankomme, sei der sertanejo äußerst zäh, widerstandsfähig, wendig und ausdauernd, weil er von den im Sertão herrschenden Umweltbedingungen so geformt worden sei.

### Der Kampf
Euclides da Cunha erinnert einleitend an den milieubedingten Wandel der kernigen und friedlichen Hirtengesellschaft zu einer Gesellschaft, die geprägt wurde durch liederliches Nomadentum, stürmische Kampfeslust und eigenartigen, händelsuchenden Müßiggang. Zuerst wurde der Sertão von den Goldsuchern, den garimpeiros, zur Wüste gemacht und die ansässige Bevölkerung, die sertanejos, von deren umtriebigem Müßiggang angesteckt. Als die Goldausbeute immer unergiebiger wurde, blieb den Leuten kein anderer Ausweg als unverhohlenes Banditentum. Aus dem garimpeiro ging der jagunço, der Plünderer der Städte, hervor. Der jagunço verdingt sich an die lokalen Machthaber. Diese statteten neu rekrutierte jagunços mit einem Gewehr samt Munition aus und gewährten Straflosigkeit. Die Truppen der jagunços verschafften sich mittels Raubzügen und Plünderungen weitere Mittel und sicherten den Machtanspruch ihres Auftraggebers über die geplünderten Dörfer und Städte. Gestützt auf das Banditentum wurde die Unordnung zum Normalzustand. Die Staatsgewalt begegnete den verfeindeten Lagern als neutraler Makler mit einer diplomatischen Vermittlungsaktion zwischen kriegführenden Mächten. «Der bewaffnete Arm der Gerichtsbarkeit verhandelt mit den Verbrechern, wägt die Bedingungen beider Seiten gegeneinander ab, läßt sich auf Erörterungen ein, vermeidet jedes Ultimatum und ratifiziert am Ende regelrechte Friedensverträge, welche die Souveränität und Straflosigkeit der Pistolenreiterherrschaft sanktionieren.» So umreißt der Erzähler Recht und Ordnung, für die die junge Republik im Hinterland zu sorgen hatte, aber oft überfordert war.
Im Fall von Canudos ging es nicht um den Streit zwischen lokalen Machthabern. Der Staat und die Kirche fühlten sich bedroht. Mit zunehmendem Übergewicht der angreifenden Truppen kam es auf Seiten der staatlichen Ordnungskräfte zu Verhaltensweisen, die der Erzähler als barbarisch und bestialisch charakterisiert. Nie wurden Friedensverhandlungen versucht. Gefangene, die meisten am Verdursten und krank, wurden ohne Umstände abgeschlachtet. Im Hinblick auf die Greueltaten der Armee urteilt der Erzähler: «Die Sertanejos, wiewohl um drei Jahrhunderte zurückgeblieben, übertrumpften die Soldaten keineswegs im Verüben derlei barbarischer Greuel.» Bis auf den letzten Mann wurde gekämpft. «Es waren ihrer nur vier: ein Alter, zwei ausgewachsene Männer und ein Knabe, vor denen fünftausend Soldaten wütend brüllten.» Diese letzten Canudenser fielen am Abend des 5. Oktober 1897. Und um diesmal den Sieg auch propagandistisch abzusichern, wurde der einige Tage früher an einer Verletzung verstorbene Antonio Ratgeber exhumiert und fotografiert und schließlich «trennte ein geschickt geschwungenes Messer ihn so, wie er dalag, vom Rumpfe ab; und das grausige Antlitz, von Grind und Eiter verklebt, erschien erneut vor den Triumphatoren. Anschließend brachte man den Schädel in die Küstenregion, wo jubelnde Volksmengen vor Begeisterung rasten.» Tags darauf zerstörte man Canudos vollends. 5200 Häuser wurden dem Erdboden gleichgemacht. Mit der vor Begeisterung jubelnden Volksmenge und der totalen, aber eigentlich nicht mehr nötigen Zerstörung von Canudos evoziert der Erzähler die Frage, wie zivilisiert diese Zivilisation war.

## Die literarische Qualität
Berthold Zilly, der das Werk ins Deutsche übertragen hat und es deshalb bestens kennt, hält fest, dass Euclides da Cunha, um ein Höchstmaß an Suggestivität zu erreichen, Anleihen bei anderen Künsten, insbesondere der Malerei und dem Theater, machte und so eine Art Gesamtkunstwerk schaffe, ein totalisierendes, intersemiotisches Kunstwerk, auch wenn es nur aus geschriebenen Worten besteht, mit der Absicht, eine wissenschaftliche Literatur und eine literarische Wissenschaft zu schaffen, die beide die Visualität und Konkretheit der bildenden und darstellenden Künste aufweisen.

### Der Erzähler
Bereits im Vorwort zum Krieg im Sertão erklärt Cunha seine erzählerische Haltung und seinen theoretischen Bezugsrahmen, wie bereits erwähnt, zur sozialdarwinistischen Theorie von Ludwig Gumplowicz, wonach Staaten aus dem Kampf ethnischer Gruppen hervorgehen, und zur positivistischen These von Hippolyte Taine, wonach jedes soziale und geistige Phänomen geprägt sei von Rasse, Milieu und Moment: «[…] erzeigen wir uns […] der großartigen Auffassung Taines vom ehrlichen Erzähler würdig, der die Geschichte ins Auge faßt, wie sie es verdient:». Damit ist die Rolle des Erzählers angekündigt, der Gefühle, Sitten und die Seele eines Phänomens darstellen soll, ohne diese durch Faktentreue um der Faktentreue willen zu entstellen.
Mit seinen zahlreichen expliziten und impliziten Bezügen zu Wissenschaftlern und deren Thesen verschiedenster Disziplinen bewirkt der Erzähler, dass er vom Leser als wissenschaftlicher Referent mit profunden Kenntnissen, mit beinah enzyklopädischem Wissen anerkannt wird. Diese Wirkung fiel schon José Veríssimo, dem ersten Rezensenten von Os Sertões auf, wie das Zitat weiter unten auf dieser Seite deutlich macht. In seinem Nachwort zur deutschen Übersetzung charakterisiert Berthold Zilly die Haltung des Autors: «[… er] ist nicht nur zwischen Theorie und Sympathie oder zwischen den Kriegsparteien gespalten, sondern häufig zieht er sich zunächst hinter die Darstellungen anderer zurück. Er ist kein naiver Geschichtsschreiber, der behauptet, er könne die Ereignisse und Umstände als solche erzählen. Die Geschichten sind Teil der Geschichte. Er zitiert, paraphrasiert, resümiert, stilisiert schriftliche und mündliche Texte, bei deren Auswahl er keinerlei Vorbehalte kennt. Gerüchte, Artikel, Verlautbarungen, Wandkritzeleien, Legenden, Volkspoesie - alles verwendet er, oft unkommentiert, bisweilen ironisch, so daß diese Texte zu einem polyphonen Chor anschwellen, der die beim Autor selbst vorhandene Mehrstimmigkeit steigert, und er überläßt es dem Leser, sich ein Bild von der Wirklichkeit zu machen und die Wahrheit herauszufiltern.» Das gilt auch für den Erzähler. Dieser gibt sich als Moderator zu erkennen, der die Erzählung steuert, von Abschweifungen wieder auf den Hauptstrang der Erzählung zurückführt und sich als „schlichten Protokollanten“ verstanden wissen will. «Doch beenden wir diese wenig reizvolle Abschweifung. Fahren wir fort, indem wir unser Augenmerk unmittelbar auf die eigentümliche Gestalt unserer zurückgebliebenen Landsleute richten. Und zwar ohne Methode, anspruchslos, unter Verzicht auf wohlklingende ethnologische Neologismen. […] Seien wir schlichte Protokollanten.» Dieser „schlichte Protokollant“ scheut sich nicht, mächtige Institutionen wie die Presse etwa im Hinblick auf die von ihr verbreitete Verschwörungstheorie im Nachgang zur dritten Expedition zu kritisieren: «Die Krise im Sertão auf irgendeine politische Verschwörung zurückzuführen bedeutete eine mit Händen zu greifende Verkennung der natürlichen Bedingungen unserer Abstammung.» Er nimmt auch die Position eines Heeresstrategen ein. Er analysiert jeden Schritt der kriegführenden Regierungsarmee und fragt nach der Richtigkeit und Fehlerhaftigkeit von Entscheidungen, nach eingestandenen oder uneingestandenen Verantwortlichkeiten. So kritisiert er den Oberkommandierenden der vierten Expedition. Dessen Angriffsplan, Canudos mit zwei getrennten Heeressäulen von zwei Seiten anzugreifen, bezeichnet er sarkastisch als «eine erweiterte Neuauflage voraufgegangener Fehler, mit einer einzigen Abwandlung: Statt einer würden nun zwei geballte Truppenmassen zugleich und geschlossen in die Falle des Sertão-Kriegs gehen.» Und das vom Autor im Vorwort bereits vorweggenommene Urteil über den Vernichtungskrieg in Canudos: «Und er [der Feldzug] war - im vollen Sinne des Wortes - ein Verbrechen.» bestätigt der Erzähler mit dem allerletzten Kapitel, das aus einem einzigen Satz besteht: «Noch aber gibt es keinen Maudsley für die Tollheiten und Verbrechen der Nationen …».

### Dramatische Inszenierung

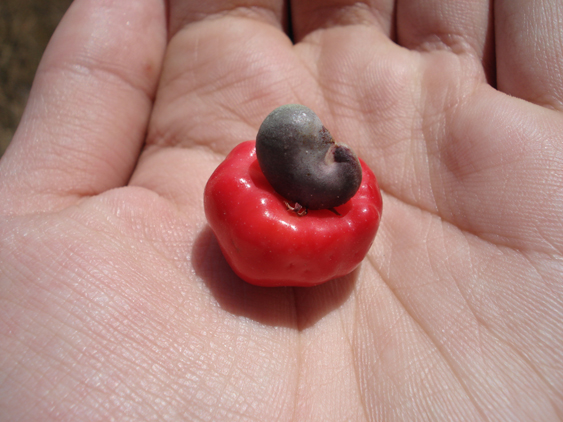
Zwerg-Cajú

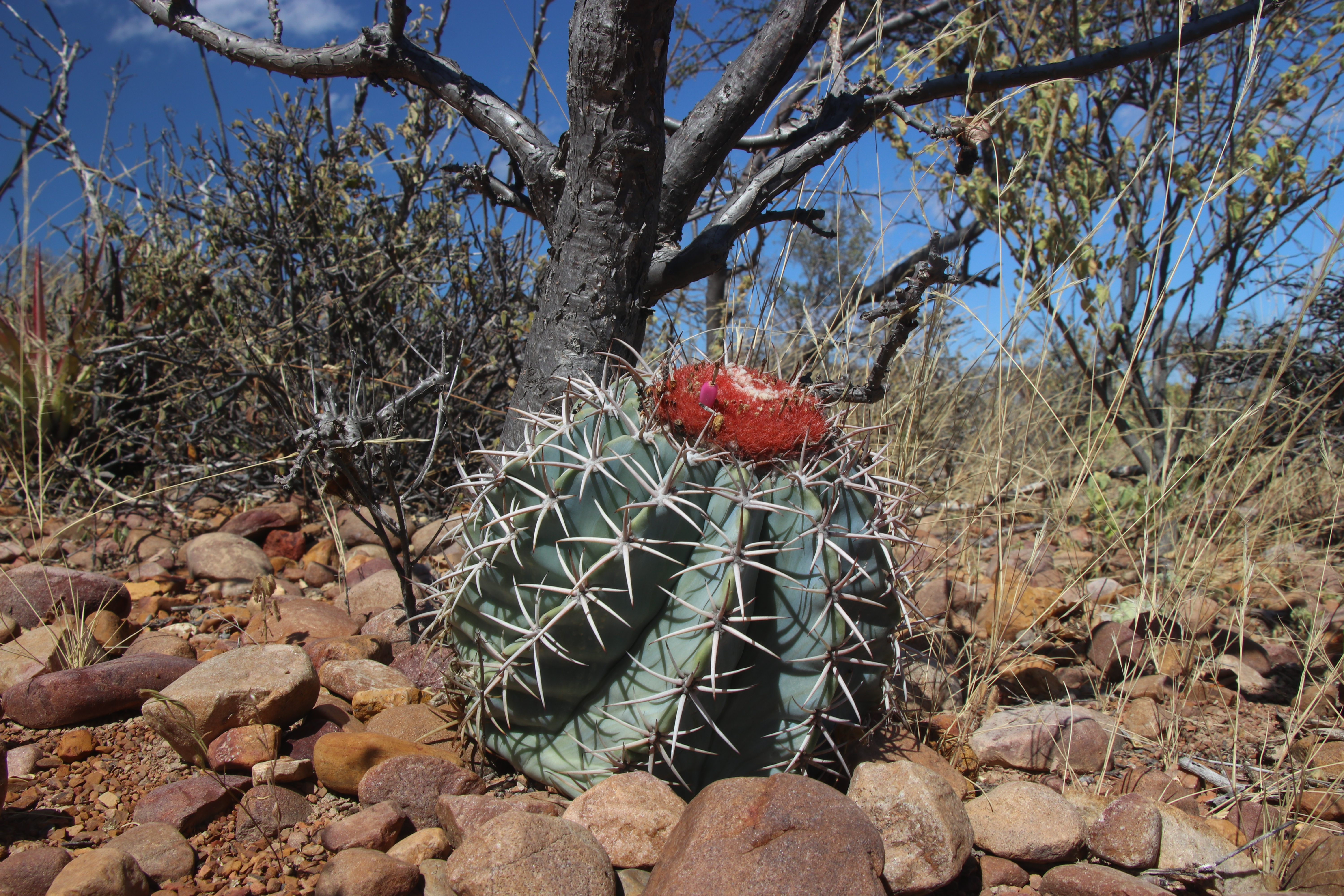
Sogenannter Mönchskopf (Melocactus zehntneri ssp. douradaensis)

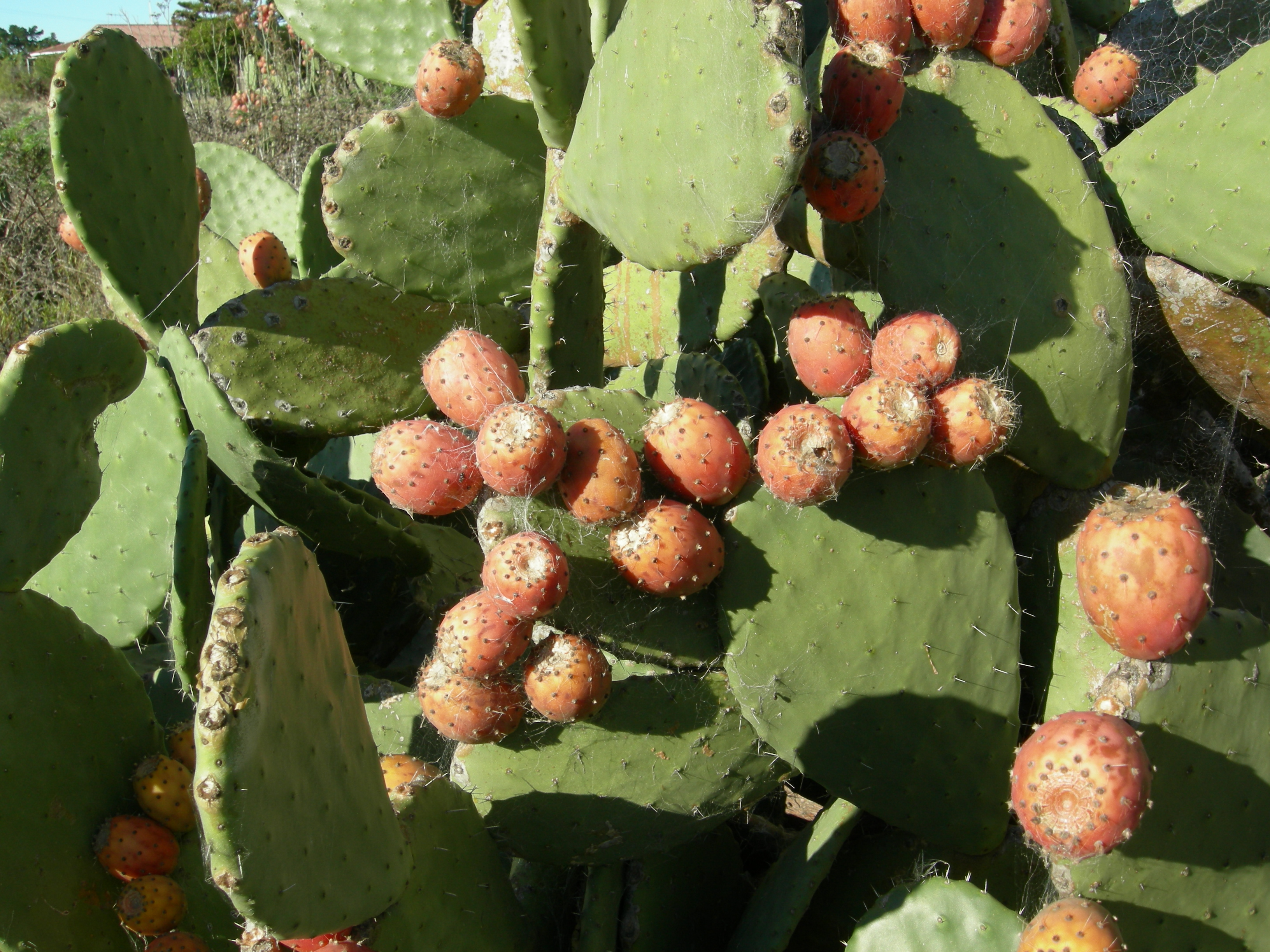
Sogenannte Höllenklatsche (Opuntia monacantha Haw)

Wie bereits erwähnt, orientierte sich Cunha nicht nur an wissenschaftlichen Konzepten. Er kannte auch literarische Werke, die ihm als Inspirationsquellen dienten und intertextuelle Bezügle ermöglichen. Der Erzähler von Krieg im Sertão eröffnet die geografische Beschreibung von Das Land mit einem Panoramaflug, der an den Steilhängen der Südküste Brasiliens beginnt und sich entlang der Küste von Rio de Janeiro und Espírito Santo fortsetzt, wo der jahrhundertealte Konflikt zwischen Meer und Land sichtbar ist. Der Flug führt in Richtung der bahianischen Küste und der Mündung des Rio São Francisco flussaufwärts weiter, bis er sich dem Tal des Vaza-Barrí-Flusses nähert und dort landet, wo sich die ungehemmte Wucht der Elemente spiegelt und wo sich der Krieg von Canudos im Verlauf der Erzählung entladen wird. Der Vogelflug ist ein dramaturgischer Kunstgriff, der die Beschreibung der Geografie und des Schauplatzes des dramatischen Kriegs ermöglicht, geht aber darüber hinaus. Mit dieser Schilderung spielt der Erzähler auf die poetische Darstellung eines Sklavenschiffs aus der Vogelperspektive im Gedicht O Navio Negreiro (deutsch: Sklavenschiff) (1868) von Antônio de Castro Alves an. In 34 Strophen prangerte Castro Alves 1868 das Verbrechen des seit 18 Jahren offiziell verbotenen, aber weiterhin praktizierten Sklavenhandels an. Der belesene Leser versteht diese Anspielung in Krieg im Sertão als Hinweis des Erzählers auf das staatliche Verbrechen des Vernichtungskriegs in Canudos.
Bereits in den Kapiteln über Das Land fällt die sprachliche Darstellung der Beschreibungen auf. Der Erzähler schildert selbst die leblose Natur als einen gewaltigen Vorgang, oft gewalttätig und damit bereits die Widerstandskraft der Einheimischen prägend. Die an sich statische Landschaft wird mit vielen Bewegungsverben beschrieben: Bergketten oder Hügel setzen sich fort, greifen aus, gehen unter, türmen sich auf. «Hier meißelt [die Natur] sich in die festen Platten der anstehenden Gneise; und die Ausläufer der Hochebenen verwerfen sich zu einer Falte zu Füßen des Mantiqueira-Gebirges, durch die sich der Rio Paraíba zwängt, oder lösen sich in Ableger auf, die, nachdem sie die schroffen Gipfel mit dem Itatiaia-Gebirge in ihrer Mitte geschultert haben, die alpinen Landschaften der Küste bis ins Herz von Minas tragen.» Und mit Bezug auf die Fauna: «Von den Hundstagen gegeißelt, von den Sonnenstrahlen gezüchtigt, von den Gießbächen zernagt, von den Winden zerzaust, scheint die Pflanze [der Zwerg-Cajú, anacardium humile] unter den Schlägen dieser feindseligen Elemente sich zu ducken und auf die geschilderte Weise Deckung zu suchen, unsichtbar im Boden, über den sie nur die höchsten Triebe der majestätischen Krone erhebt.» Nebst der Sprache bewirken auch Metaphern Dramatik. Die Kakteenart der Mönchsköpfe mit ihren intensiv roten Blüten sind über den Stein verstreut und erzeugen "den sonderbaren Anblick abgeschlagener, blutiger Köpfe, wahllos hingeschleudert, in tragischer Unordnung." Die dramatische Inszenierung der Natur nimmt, bemerkt Roberto Ventura, symbolisch die Enthauptungen der Gefangenen vorweg oder erinnert im Fall der Feigenkaktusart der Höllenklatsche, die «teuflisch mit Stacheln gespickt» ist, an die Passion Christi, ein beispielhaftes Opfer, das symbolisch auf den Tod der Jünger des Ratgebers vorausweist.
Unter dem Titel „Der Kampf“ beginnt der letzte und umfangreichste der drei Hauptteile. Die Erzählung folgt der historischen Chronologie und dem Ordnungsprinzip der dramatischen Steigerung. Auslöser für die erste Expedition war eine lokale Belanglosigkeit und das Aufgebot der staatlichen Sicherheitskräfte mit drei Offizieren, 113 Soldaten, einem Arzt und zwei zivilen Führern und der Dauer von knapp drei Wochen noch überschaubar. Die zweite Expedition zog mit einer verfünffachten Truppenstärke des Bundesheers und der bundesstaatlichen Polizeikräfte und zehn Offizieren gegen Canudos und dauerte fast zwei Monate. Die Expedition endete in einer Flucht der Soldaten und einem Propagandasieg auf der Seite der Canudenser. Sie feierten den Rückzug der Heerestruppen als Wunder, was in der einfachen Bevölkerung weit über Canudos hinaus als göttliches Zeichen verstanden wurde. Auch für die dritte und vierte Expedition wurden die Bundestruppen massiv verstärkt und besser ausgerüstet als die jeweils vorhergehende. Besonders nach der Niederlage der dritten Expedition behändigten die Anhänger des Ratgebers viele zurückgelassene Waffen und Munition. Zudem zog der erneute Erfolg des religiösen Widerstands viele Sympathisanten aus dem Nordosten an, die sich entweder konspirativ z. B. als Informanten und Händler in den Dienst des Ratgebers und seiner Anhänger stellten oder sich als Neuankömmlinge in Canudos unter den Schutz des prestigeträchtigen und verehrten Ratgebers begaben und sich in die Verteidigung des Ortes einreihten. An der letzte Expedition waren über 6000 Soldaten von Heer und Polizei, 421 Offiziere, 24 zivile und Militärärzte beteiligt und wurden im Juli noch verstärkt mit fast 3400 Soldaten, 246 Offizieren, 6 zivilen Ärzten und 3 Apothekern. Sie zog sich über 7 Monate von März bis Oktober 1897 hin. Das Echo in der Presse wuchs vom lokalen zum nationalen Ereignis mit internationaler Resonanz.

### Ambivalenz als Ordnungsprinzip
Eine auffällige rhetorische Figur in Krieg im Sertão ist, wie Bartelt feststellt, die in einem Wort oder Ausdruck vereinigte semantische Gegensätzlichkeit. Dieses über den ganzen Text verstreute Stilmittel sorgt für eine Art beständiger Verfremdung. Der Kampf ums Dasein in der Natur wird als „lautlose Schlacht“ geführt, dem Betrachter wird Belo Monte als „Lehmhütten-Troja“ präsentiert, das „alt geboren“ wurde, und nur „kapitulierte, um zu siegen“. Bartelt bilanziert: «[…] alles, was sich auf den Sertão bezieht, tritt nur begleitet vom eigenen Gegensatz auf.» Dieses Stilmittel des Gegensatzes gilt besonders prominent dem Sertanejo, dem Bewohner des Sertão. Er wird als „Herkules-Quasimodo“ vorgestellt, der «die typische Hässlichkeit der Schwachen [verrät]. Sein kraftloser, haltungsloser, beinahe schaukelnder und torkelnde Gang erscheint wie die Fortbewegung ausgerenkter Gliedmaßen.» Das ist aber nur der erste Eindruck. «Der Sertanejo ist, vor allem andern, der Starke», betont der Erzähler gleich zu Beginn des Kapitels „Der Sertanejo“. Auch der Erzähler selbst hinterlässt ein seltsames Paradox. Er beklagt einerseits das Los der Aufständischen und die an ihnen begangenen Verbrechen und andrerseits zeigt er Strategien auf, um das Vorgehen der Armee erfolgreicher zu machen. Dieses Paradox wird noch dadurch verstärkt, das nicht szenisch dargestellt wird, was die Grundlage für die Anklage gegen die Streitkräfte bildet: Das Massaker an den Gefangenen und die totale Vernichtung der Siedlung. Diese Ereignisse extremer Barbarei werden eher angedeutet oder sozusagen aus journalistischer Distanz zusammengefasst. Trotzdem wird die anfängliche Zuordnung von Zivilisation für die Streitkräfte und den Staat auf der einen Seite und Barbarei, Fanatismus für die Anhänger von Antonio Ratgeber auf der anderen Seite am Ende der Erzählung auf den Kopf gestellt. Die Abkömmlinge der vermeintlich zivilisierten Küstenregion, die Heerestruppen, die Vertreter der Nation verhalten sich im Grunde mindestens so unzivilisiert und barbarisch wie die jagunços.
Augusto de Campos, der mit seinem Bruder Haroldo mit Os Sertões dos Campos eine moderne Nachdichtung verfasste, bemerkte bezüglich der poetischen Sprache von Cunhas Os Sertões, dass dieser oft und besonders in seinen originellsten und überzeugendsten Passagen auf poetische Mittel zurückgriff, und zwar nicht nur auf Rhythmus und Metrik, obgleich diese eine bedeutende Rolle spielen, sondern auch auf die Verwendung von verdichteten Sprachfiguren wie Metaphern, Metonyme, Antithesen, die allesamt dazu beitragen, den rein expositorischen Diskurs zu verfremden, und ihm eine sensible und unverwechselbare Gestaltung verleihen, die den Berichterstatter von Canudos zu einem bemerkenswerten literarischen Schöpfer werden lasse.

## Antonio Ratgeber

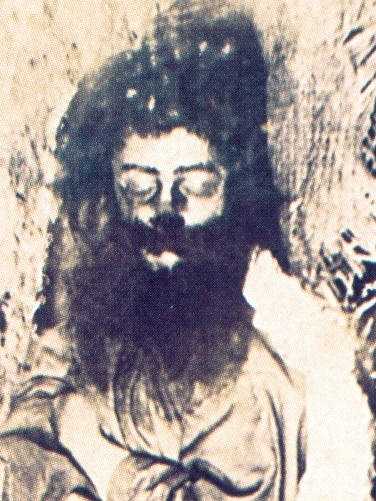
Antonio Conselheiro (Ratgeber) nach der Exhumierung, Foto aus dem Fundus von Flavio de Barros

Der Ratgeber Antônio Conselheiro hieß eigentlich Antonio Vicente Mendes Maciel. Bekannt wurde er als Laienprediger, dem seine Anhänger einen messianischen Status zuschrieben und ihm den Beinamen Conselheiro (deutsch Ratgeber) verliehen. Im IV. Kapitel des Teils Der Mensch charakterisiert der Erzähler aus verschiedenen Standpunkten den Ratgeber. Schon die einzelnen Überschriften charakterisieren ihn als „lebendes Zeugnis des Atavismus“, „bäurischen Gnostiker“, als „Mann von verkehrter Grösse“, als „natürlichen Vertreter des Milieus, aus dem er stammt“. «Isoliert gesehen», lehrt der Erzähler, «geht der ‚Ratgeber‘ in der Masse der landläufigen Nervenkrankheiten unter, läßt sich irgendeiner Spielart fortschreitender Psychose zuordnen. Im Kontext seines Milieus jedoch, flößt er Schrecken ein. Er ist ebenso eine Diathese wie eine Synthese.» So sei der Arme von einer höheren Macht getrieben, mit einer Zivilisation zusammengestossen und in die Geschichte eingegangen, anstatt in die Heilanstalt. «[…] für den Historiker war er kein Verwirrter,» fährt der Erzähler fort:. «Er verkörperte die Integration von Charakterdifferentialen, die […] bestimmt und kraftvoll hervortreten, wenn sie sich in einer Einzelperson zusammenfinden.» Der Erzähler setzt den Ratgeber nie als handelnde Figur, als Subjekt in Szene; der Ratgeber tritt stets als Objekt in Erscheinung, über das der Erzähler berichtet und als ausgewiesener Wissenschaftsjournalist diagnostiziert. Ein Anthropologe würde den Ratgeber «einer längst überwundenen Evolutionsphase zuordnen […] als handgreiflichen Anachronismus […]. Die typischsten Züge seines seltsamen, bei uns aber völlig natürlichen Mystizismus waren in unserer Zeitrechnung schon einmal landläufige Merkmale der Frömmigkeit.» Der Erzähler situiert die überwundene Entwicklungsphase in die Zeit zwischen Heidentum und Christentum, in der die Gnosis als zwangsläufiges Übergangsphänomen aufgetreten sei. Die offen regressive Gedankenwelt habe den geistigen Verfall verdeutlicht, den verehrten Ratgeber aber nicht isoliert. «Sein Milieu, im Gegenteil, stärkte ihn. Er war der Prophet, der Sendbote des Himmels, durch wunderbare Fügungen geläutert […] und nur mit diesem einen Auftrag gekommen: den Sündern den Weg des Heils zu weisen. Mit dieser Rolle eines Abgesandten des Himmels hat er sich stets begnügt. Weiter ging er nicht.» In allen seinen Handlungen sei er gewissermaßen bei klarem Verstande gewesen und habe durch seine nie erschütterte Festigkeit und seine unerschütterliche Zielerreichung beeindruckt. Sein labiles Bewusstsein habe um jene von Henry Maudsley gedachte Mittellinie oszilliert, die zwischen gesundem Menschenverstand und Wahnsinn nicht klar zu trennen sei. Gewissermaßen als Fortsetzung dieser Krankengeschichte schildert der Erzähler den Werdegang von Antonio und das Milieu, das ihn prägte. Seinem Pflichtgefühl folgend verheiratete Antonio zuerst seine Schwestern, bevor er selbst heiratete. Doch seine Ehe führte ins Unglück. Antonio wuchs in einer Familie auf, die infolge verschiedener Händel miteinander verfehdet waren und jeweils versuchten, eigenmächtig für Recht und Ordnung zu sorgen, was im abgeschiedenen Sertão nicht ungewöhnlich war.

## Entstehungsgeschichte
Das Thema Canudos reizte schon zur Zeit des Canudos-Kriegs die Fantasie und brachte fiktionale Texte hervor. 1898 kam der Roman «Os Jagunços. Novela Sertaneja» von Afonso Arinos de Mello Franco in São Paulo heraus. Im folgenden Jahr erschien «O Rei dos Jagunços» (Der König der Jagunços) vom ehemaligen Kriegskorrespondenten Manoel Benício in der Bundeshauptstadt Rio de Janeiro. Diese Publikation besteht aus dokumentarischen Passagen mit zahlreichen im Wortlaut abgedruckten Quellen und einer ausführlichen Romanhandlung. Beide Genres stehen kaum verbunden nebeneinander. Deshalb betrachtet Bartelt dieses Werk weniger als einen historischen oder dokumentarischen Roman als vielmehr als zwei ineinandergeschachtelte Bücher zwischen zwei Buchdeckeln. Im Jahr 1900 erschien in Salvador das Theaterstück «Tragédia  Épica. Guerra de Canudos» (deutsch: Epische Tragödie. Krieg um Canudos), ein Versepos von Francisco Mangabeira.
Cunhas Erzählung geht im Wesentlichen zurück auf seine beiden Artikel, die er beide unter dem Titel Unsere Vendée (original: A nossa Vendéia) 1897 im Abstand weniger Monate in der Zeitung Estado de São Paulo veröffentlicht hatte. In diesen Artikeln befasste sich Cunha erstmals mit den Ereignissen, die sich seit geraumer Zeit im Hinterland von Bahia abspielten. Äußerer Anlass war die aufsehenerregende Niederlage der dritten Militärexpedition gegen die Anhänger um den sogenannten Antonio Conselheiro in Canudos. Im März 1897 wurde der Kommandant dieser Expeditionsarmee im Kampf tödlich verwundet. Seine Truppe floh. Überraschenderweise befasste sich Cunha im zehn Tage später erschienenen Artikel kaum mit der kriegerischen Seite dieses Ereignisses. Dem Autor ging es vielmehr um die Analyse des geografischen Milieus (Bodentypus, Windverhältnisse, Klima, Vegetation, Topografie, vorhandene Gewässer). Das waren seiner Meinung nach die Faktoren, die für den Verlauf der Ereignisse entscheidend waren. Erst das Ende des Artikels handelt von den dortigen Menschen. Der Verfasser hielt sie für offenkundige Produkte ihres Milieus. Ihren Aufstand setzt er kurz in Beziehung mit der Erhebung der Bauern aus der Vendée. Cunhas «Os Sertões» erschien 1902 als Buch eines nahezu Namenlosen. Die erste Auflage musste Cunha mit dem Anderthalbfachen seines Monatsgehalts mitfinanzieren. Dem Verlag war das kaufmännische Risiko einer derart voluminösen Publikation aus der Feder eines Debütanten zu groß. Diese Publikation machte den Autor auf einen Schlag berühmt. Die erste Auflage verkaufte sich binnen zweier Monate. 1903 folgte die zweite, 1905 die dritte Auflage. Mit bis dahin gedruckten 10'000 Exemplaren erwies sich Os Sertões für die damalige Zeit als wahrer Bestseller.
Das Werk erreichte bis 2002 über 50 Auflagen in portugiesischer Sprache und wurde in über ein Dutzend Sprachen übersetzt, wie Zilly bereits 1995 festhielt.
Die angemessene Form, um über die „nationale Identität“ zu diskutieren, war für die brasilianische Intelligenz zur Jahrhundertwende die Literatur. Bisher geschah dies in der Sprache romantischer und naturalistischer Romane und Novellen. Im späten 19. Jahrhundert wurde Literatur dezidiert als Nationalliteratur geschrieben und diskutiert. Der Literaturbetrieb funktionierte und schob rege Diskussionen an. Hingegen fehlte bis zu den ersten Universitätsgründungen in den 1930er Jahren die ausdifferenzierte institutionelle Struktur intellektueller Produktion, welche die wissenschaftlichen Disziplinen voneinander und auch die Wissenschaft als Ganzes von Literatur klar abgegrenzt hätte. Die zeitgenössische romantische Literaturtheorie wie der Historismus hatten Geschichte und Literatur damals in die antagonistischen Bereiche Wissenschaft und Fiktion getrennt. Für die historische Forschung galt Objektivität, Unparteilichkeit und Distanz. Die brasilianischen Zeitgenossen sahen kein Problem in der Verschmelzung von Literatur und Geschichtsschreibung. Auf dieser Grundlage schrieb Euclides da Cunha Os Sertões (Krieg im Sertão). Ob dieses Werk vorwiegend als wissenschaftlicher oder literarischer Text zu begreifen ist, scheidet bis ins 21. Jahrhundert die Geister. Tatsächlich erklärte Cunha selbst, kein fiktionales Werk schreiben zu wollen. Bereits im Vorwort ordnet er seine Arbeit geschichtswissenschaftlich ein. Diese Wirkung soll der „ehrliche Erzähler“ erzielen. «Seien wir schlichte Protokollanten», betont der Erzähler am Anfang seiner Beschreibung des Sertanejo. Dieser „ehrliche“ Erzähler und „schlichte Protokollant“ nahm es mit der Augenzeugenschaft und der Offenlegung seiner Quellen nicht so genau. Cunha war nur wenige Wochen in Canudos Augenzeuge und verließ das Kriegsgeschehen vier Tage vor seinem Ende. In der Regel verrät der Erzähler nicht, welche Details Cunha selbst erlebt, welche er sich und von wem berichten ließ und welche er dank seiner Fantasie ergänzt und ausgeschmückt hat. Der Literaturkritiker Afrânio Coutinho hält Krieg im Sertão für ein fiktionales Werk. Dazu meint Bartelt, Coutinho verwechsle Fiktionalität mit Literarität. Os Sertões enthalte sicherlich fiktionale Elemente. Doch der Text sei nicht fiktional, sondern hochgradig literarisch. Im Unterschied zu Manoel Benícios O Rei dos Jagunços (1899), der in den fiktionalen Teilen zwar fiktional bleibe, es aber nicht geschafft habe, die historische Realität literarisch darzustellen, sei Cunhas Erzählung theoriegeleitet angelegt; die überzeugendste Form seiner Theorie sei die Literatur - nicht die Fiktion. «Die zeitgenössische Kritik feierte die gelungene Verbindung [von Wissenschaft und Literatur]. Sie rezipierte Os Sertões problemlos als literarisches Werk, ohne es seinem expliziten und konkreten Wahrheitsanspruch zu benehmen.»

## Rezeption
„Das Buch von Herrn Euclydes da Cunha, das so viele bemerkenswerte Titel trägt, ist zugleich das Buch eines Wissenschaftlers, Geographen, Geologen, Ethnographen; eines Denkers, Philosophen, Soziologen, Historikers; und eines Mannes der Empfindung, eines Dichters, Romanciers, Künstlers, der zu sehen und zu beschreiben versteht, der sowohl die Aspekte der Natur als auch die Berührungen des Menschen spürt und erschaudert, der bis in die Tiefe seiner Seele berührt und zu Tränen gerührt ist angesichts des menschlichen Leids, sei es durch die fatalen Bedingungen der physischen Welt, oder die ‚Dürren‘, die das Hinterland von Nordbrasilien verwüsten, oder die Dummheit oder Schlechtigkeit der Menschen, wie z. B. die Canudos-Kampagne.“

Das Zitat stammt aus der ersten Buchbesprechung über Cunhas Erzählung Os Sertões, die am 2. Dezember 1902 erschienen war. Verfasst hatte sie der bekannte und gefürchtete Literaturkritiker José Veríssimo. Seine Besprechung erschien einen Tag nach der Buchveröffentlichung. Veríssimo behandelte Cunhas Darstellung als ein literarisches, historisches und wissenschaftliches Werk und legte eine Lesart zugrunde, der viele künftige Kritiker folgten. Nebst dem Lob hinsichtlich der poetischen, erzählerischen und künstlerischen Qualitäten kritisierte er den Gebrauch technischer Begriffe, antiquierter Ausdrücke, neuer Wortschöpfungen und der abgehobenen Phrasen als Missgriff. Er beurteilte Cunhas Stil als zu künstlich und abgehoben. Dem widersprach Coelho Neto. Dieser wies Wochen später in einem langen Artikel im O Estado de S. Paulo Veríssimos Kritik als oberflächlich und unfruchtbar zurück und pries Cunhas Erzählung als eines der aufregendsten Werke der brasilianischen Literatur. Cunha schreibe keinen trivialen und langweiligen Stil, wie Veríssimo es verlange. Cunha pflege mit seinem Rückgriff auf alte Wörter, Neuschöpfungen und Ausschmückungen einen eigenen Stil, was eigentlich jeden wahren Schriftsteller auszeichnen sollte.
Obwohl die Geschichte um Antonio Conseilheiro und Canudos zu den großen Ereignissen der lateinamerikanischen Geschichte zählt und ein hohes narratives und interpretatives Potenzial enthält, war sie in der deutschsprachigen Literaturwissenschaft und insbesondere bei deutschsprachigen Historikern kaum zu finden. Die deutsche Übersetzung erschien erst Ende 1994, also über neun Jahrzehnte nach der Erstveröffentlichung des brasilianischen Originals. Mario Vargas Llosa spürte das literarische Potenzial dieses Stoffes und verarbeitete es nach eingehenden Recherchen vor Ort im Roman La guerra del fin del mundo (Barcelona: Plaza & Janes 1981). Sein Roman erschien 1982 deutsch übersetzt unter dem Titel Der Krieg am Ende der Welt im Suhrkamp Verlag.
Cunhas Hauptwerk beeinflusste in sprachlicher und stilistischer Hinsicht die Schriftkultur Brasiliens, unter anderem Grande Sertão: veredas (1956) von João Guimarães Rosa. Dass die erste deutsche Übersetzung erst 1995 erschien, mag mit der Schwierigkeit, dieses Werk zu übersetzen, zusammenhängen.
Os Sertões half der brasilianischen Nation, mit sich selbst bekannt zu werden. Es leitete jene Politik ein, die das Landesinnere ins Bewusstsein rückte und die in die Gründung der neuen Hauptstadt Brasília, der Verlegung der Hauptstadt von der Küste ins Landesinnere, münden sollte.
Stefan Zweig nahm in seinem 1941 im Bermann-Fischer Verlag publizierten Reisebericht Brasilien. Ein Land der Zukunft, der auch in englischer, französischer, portugiesischer, spanischer und schwedischer Übersetzung erschien, Bezug auf die rassische Zusammensetzung der brasilianischen Bevölkerung, wie sie Euclides da Cunha beschrieben hatte. Zweig schrieb: «Gibt es heute schon etwas, was man die brasilianische Rasse nennen kann, den brasilianischen Menschen, die brasilianische Seele? In Hinsicht auf die Rasse hat der genialste Kenner des brasilianischen Volkstums, Euclides da Cunha, längst die entscheidende Verneinung gegeben, indem er glatt erklärte: „[…] es gibt keine brasilianische Rasse“. Rasse, sofern man diesen dubiosen und heute überbewerteten Begriff, der doch mehr oder minder nur einen Übersichtsbehelf darstellt, überhaupt verwerten will, meint tausendjährige Gemeinsamkeit von Blut und Geschichte, während bei einem richtigen Brasilianer alle im Unbewußten aus Urzeiten schlummernden Erinnerungen gleichzeitig träumen müssen von den Ahnenwelten dreier Kontinente, von europäischen Küsten, afrikanischen Krals und amerikanischem Urwald. Der Prozeß des zum Brasilianer Werdens ist nicht nur ein Assimilationsprozeß an das Klima, an die Natur, an die geistigen und räumlichen Bedingtheiten des Landes, sondern vor allem ein Transfusionsproblem.»

## Übersetzung
1981 war Mario Vargas Llosas historischer Roman La Guerra del Fin del Mundo erschienen, der ebenfalls den Krieg von Canudos behandelt. Seine deutsche Übersetzung Der Krieg am Ende der Welt folgte bereits ein Jahr danach. Offenbar wagten sich im deutschsprachigen Raum erst jetzt Verlage und Übersetzer daran, Os Sertões von Euclides da Cunha aus dem brasilianischen Portugiesisch ins Deutsche zu übertragen. Es war Berthold Zilly und der Suhrkamp Verlag, die sich an diese Herausforderung machten. Die Ausgabe in Deutsch erschien 1994. 
Für seine Übersetzung ins Deutsche benutzte Zilly die vier folgenden Ausgaben:
- Euclides da Cunha: Obra Completa. Hrsg.: Afrânio Coutinho. Aguilar, Rio de Janeiro 1966 (2 Bände).
- Euclides da Cunha: Os Sertões. Campanha de Canudos. 29. Auflage. Francisco Alves, Rio de Janeiro 1979.
- Euclides da Cunha: Os Sertões. Campanha de Canudos. 12. Auflage. Francisco Alves, Rio de Janeiro 1933.
- Euclides da Cunha: Os Sertões. Edição crítica. Hrsg.: Walnice Nogueira Galvão. Brasiliense, São Paulo 1985.

Die Zwischenüberschriften, die sich so im Original nicht finden, stammen aus dem von Cunha jedem Kapitel vorangestellten Stichwortverzeichnis, einer Art Inhaltsverzeichnis. Erstmals hatte Fernando Nery, der die brasilianische 12. Ausgabe besorgte, die aus den Inhaltsverzeichnissen übernommenen Zwischenüberschriften eingeführt. Um die Orientierung im Buch zu erleichtern, veränderte Zilly die Reihenfolge zugunsten der realen Themenfolge im Text. Ferner entnahm er dem Text Stichworte, wo für den originalen Textabschnitt keines vorgesehen war und nutzte dieses Stichwort als Zwischenüberschrift und ordnete es wie die übrigen Zwischenüberschriften ins vorangestellte Inhaltsverzeichnis ein. Zilly reduzierte das Übermaß an Zwischentiteln, das er in der Ausgabe von Fernando Nery vorfand und das die Aguilar-Ausgabe übernommen hatte, um den Textfluss weniger oft zu unterbrechen.
Zillys Übersetzung ist laut Guedes de Figueiredo und Wolfgang Roth gelungen. Sie umfasst ein Glossar und Anmerkungen zu wichtigen Begriffen sowie ein Nachwort des Übersetzers. Auch Bartelt lobt Zillys Übersetzung. Sie sei hervorragend und zu Recht mehrfach mit Übersetzungspreisen ausgezeichnet worden. Er hebt die hohe sprachliche Einfühlsamkeit bei gleichzeitiger überragender Lesbarkeit und die eigens eingefügten Zwischenüberschriften hervor, welche die Lesbarkeit wesentlich erhöhen. Laut Burkhard Müller ist Krieg im Sertáo ein sehr stilbewusstes Buch, das getragen sei von der antikischen Auffassung, dass der Geschichtsschreibung der hohe Ton des Genus grande gebühre. Dem Übersetzer falle eine Aufgabe zu, die sich nur mit großer Behutsamkeit angehen lasse: «Er darf weder den rhetorischen Anspruch des Werks an die bloße Sachlichkeit verraten, noch den Autor, den er doch gerade erst ans Licht einer deutschen Öffentlichkeit heben wollte, gleich wieder in Dunkelheit versinken lassen oder gar der Lächerlichkeit überantworten. Das ist gar nicht so einfach bei einer Sprach- und Stilumgebung, wo selbst die offiziellen Heeresberichte davon sprechen, dass ein bestimmtes Datum eine „von Schrecknissen schwarz umrandete, doch vom Ruhme durchduftete Seite“ gewesen sei. Berthold Zilly hat hier Lösungen von feinem Takt gefunden, die das Ungewöhnliche, ja Angestrengte dieses Stils fühlbar machen, ohne es in die Stilblüte kippen zu lassen.»

### Weitere Übersetzungen (europäische Sprachen)
- Spanisch (Argentinien): Los Sertones (1938) übersetzt von Benjamin de Garay
- Englisch: Rebellion in the backlands (1944) übersetzt von Samuel Putnam
- Schwedisch: Makerna brinna (1945)
- Französisch: Hautes Terres de Canudos (1947) übersetzt von Sereth Neu
- Dänisch: Oprøret på højslettlen (1948) übersetzt von Richard Wagner Hansen
- Niederländisch: De Binnenlanden opstand in Canudos

## Adaptionen
Literatur
- Lucien Marchal: Le Mage du Sertão. Plon, Paris 1952 (französisch).
- João Felicio dos Santos: João Abade. Agir, Rio de Janeiro 1958 (portugiesisch).
- Paulo Dantas: Capitão Jagunço. Edições Melhoramento, São Paulo 1959 (portugiesisch).
- Sándor Márai: Ítélet Canudosban. S. Márai, Salerno 1970 (ungarisch).
- Mario Vargas Llosa: La Guerra del Fin del Mundo. Esplugues de Llobregat: Plaza & Janés, Barcelona 1981, ISBN 84-322-0396-3 (spanisch).
  - deutsch: Mario Vargas Llosa: Der Krieg am Ende der Welt. Aus dem Spanischen von Anneliese Botond. Suhrkamp, Frankfurt/Main 1982, ISBN 3-518-03545-2.
- José J. Veiga: A Casa da Serpente. 1989 (portugiesisch).
- Júlio José Chiavenato: As Meninas do Belo Monte. Editora Página Aberta, São Paulo 1993, ISBN 85-85328-34-7 (portugiesisch).
- Ayrton Marcondes: Canudos : as memórias de Frei João Evangelista de Monte Marciano. Editora Best Seller, Círculo do Livro, São Paulo 1997, ISBN 85-7123-616-X (portugiesisch).

Filme
- Glauber Rocha: Deus e o Diabo na Terra do Sol=Gott und Teufel im Land der Sonne. Brasilien 1963.
- Sérgio Rezende: A Guerra de Canudos, produziert von Mariza Leão und José Walker, Brasilien, 1997

Hörspiel
- 2007: Krieg im Sertão. Hörspiel in drei Teilen – Regie: Martin Zylka. WDR, Erstsendung 11., 18. und 25. November 2007

Theater
- O Evangelho Segundo Zebedeu (Das Evangelium nach Zebedäus) von César Vieira, aufgeführt im Jahr 1971 vom Teatro União e Olho Vivo de São Paulo
- Terra, o Homem (I e II) e a Luta (I e II), eine 2001 begonnene Theateradaption des Kriegs in Canudos in drei Teilen des Teatro Oficina von São Paulo, aufgeführt 2004 bei den Ruhrfestspielen und 2005 an der Volksbühne in Berlin

Musik
- Sa e Guarabyra. Trio Nordestino: Sobradinho. (O sertão vai virar mar). Abgerufen am 17. Januar 2025 (portugiesisch).[57][58]

### Primärliteratur
- Euclides da Cunha: Krieg im Sertão. Aus dem brasilianischen Portugiesisch übersetzt und mit Anmerkungen, Glossar und einem Nachwort versehen von Berthold Zilly. Suhrkamp, Frankfurt am Main 2013, ISBN 978-3-518-42376-9 (brasilianisches Portugiesisch: Os Sertões: campanha de Canudos. Rio de Janeiro; São Paulo. Erstausgabe: Casa Laemmert, 1903).
- Euclides da Cunha: Os Sertões. Centro Edelstein de Pesquisas Sociais, Rio de Janeiro 2010, ISBN 978-85-7982-007-6, doi:10.7476/9788579820076 (brasilianisches Portugiesisch).

### Sekundärliteratur
- José Carlos Barreto de Santana: Geologia e metáforas geológicas em Os sertões. In: História, Ciências, Saúde &#151; Manguinhos. V (supplement), Juli 1998, S. 117–132 (scielo.br).
- Dawid Danilo Bartelt: Nation gegen Hinterland. Der Krieg in Canudos in Brasilien: ein diskursives Ereignis (1874–1903). Franz Steiner, Stuttgart 2003, ISBN 3-515-08255-7.
- Gerardo Guedes de Figueiredo und Wolfgang Roth: Krieg im Sertão von Euclides da Cunha, übersetzt von Berthold Zilly. Rezension. In: herausg (Hrsg.): Iberoamericana. Band 58/59, Nr. 2/3, 1995, S. 150–152, JSTOR:41671499.
- Roberto Ventura: Os Sertões. [Crítica e interpretação] (= Folha Explica. Band 51). PubliFolha, São Paulo 2002, ISBN 85-7402-415-5 (portugiesisch).
- Berthold Zilly: Der Sertão als Wiege der Nation? Zwölf Thesen zu Ethnien und Nationbildung in «Os Sertões» von Euclides da Cunha. In: Dietrich Briesemeister und Sérgio Paulo Rouanet (Hrsg.): Brasilien im Umbruch, Biblioteca Luso-brasileira. Band 2, 1996, ISBN 3-925203-51-6, S. 275–293 (academia.edu).